# Salzmaß
Der Begriff Salzmaß steht, analog zu Weinmaß, Biermaß oder Getreidemaß, für eine grobe Zuordnung von alten Maßen und Gewichten zu den Einheiten, mit denen das Handelsgut Salz gemessen wurde. Oft von den Maßen für Getreide abgeleitet, war es nicht immer nur Volumenmaß oder ein Gewichtsmaß, sondern es war auch ein Stückmaß (z. B. Pütsche). 
Begriffe aus dem Salzbergbau oder der Salzsiederei fanden Eingang: Salzschiff, Scheibe, Korb, Pfanne, Stuhl. Gelegentlich wich das praktikable Salzmaß vom mit der Salzsteuer belegten Maß trotz gleicher Bezeichnung ab.

## Ausgewählte Pfund-Maße
Ausgewählte Orte und deren Salzmaße in Pfund:
| Ort               | eine Einheit Salzmaß | Masse       | Bemerkung                      |
| ----------------- | -------------------- | ----------- | ------------------------------ |
| Kollberg          | Last                 | 3240 Pfund  |                                |
| Berlin            | Last                 | 4000 Pfund  |                                |
| Halle (Saale)     | Last                 | 4000 Pfund  |                                |
| Schönebeck (Elbe) | Last                 | 4000 Pfund  |                                |
| Hannover          | Malter               | 220 Pfund   |                                |
| Sülbeck           | Malter               | 110 Pfund   |                                |
| Rothenfeld        | Malter               | 450 Pfund   |                                |
| Rothenfeld        | Sack                 | 200 Pfund   | Osnabrück                      |
| Lüneburg          | Last                 | 3240 Pfund  |                                |
| Juliushall        | Himten               | 38–40 Pfund |                                |
| Salzdahlum        | Himten               | 38–40 Pfund |                                |
| Schöningen        | Himten               | 38–40 Pfund |                                |
| Salzliebenhall    | Korb                 | 135 Pfund   |                                |
| Bad Karlshafen    | Malter               | 240 Pfund   |                                |
| Rodenberg         | Fuder                | 3456 Pfund  |                                |
| Bad Salzhausen    | Achtel               | 155 Pfund   | Nidda                          |
| Bad Nauheim       | Malter               | 210 Pfund   |                                |
| Allendorf         | Sud                  | 1240 Pfund  | Kurhessen 8/6 oder Sud         |
| Artern            | Salzstück            | 121 Pfund   |                                |
| Schwäbisch Hall   | Stippich             | 607 Pfund   |                                |
| Württemberg       | Simri                | 34 Pfund    | Korb                           |
| Hall              | Sack                 | 150 Pfund   |                                |
| Hall              | Fass                 | 4 ¾ Zentner |                                |
| Hallein           | Fuderstock           | 115 Pfund   | bei Salzburg                   |
| Schellenberg      | Fuderstock           | 106 Pfund   |                                |
| Bad Reichenhall   | Fuderstock           | 54 Pfund    |                                |
| Reichenhall       | Schilbe/Scheibe      | 162 Pfund   |                                |
| Reichenhall       | Krötel               | 486 Pfund   | entspricht 3 Scheiben          |
|                   | Schiffsfracht        | 240 Stöcke  | von Hallein oder Berchtesgaden |
|                   | Schilling            | 30 Stöcke   |                                |
|                   | Kraxe                | 130 Pfund   |                                |
| Salzach           | Putschen             | 112 Kufen   |                                |
|                   | Saum                 | 250 Pfund   | Pferdelast im Gebirge          |
|                   | Mukentfuder          | 14 Saum     |                                |
| Gmunden           | Kufe (klein)         | 12 ½ Pfund  |                                |
| Gmunden           | Kufe (groß)          | 115 Pfund   |                                |
| Gmunden           | Fuderstock           | 115 Pfund   |                                |
| Gmunden           | Fuderstock           | 145 Pfund   | für Böhmen                     |

## Alqueīra
Alqueīra, Alqueire war nicht nur ein Getreide- und Flüssigkeitsmaß in Portugal und Brasilien, sondern auch ein Salzmaß:
- Getreide- und Flüssigkeitsmaß 1 Alqueīra = 621 Pariser Kubikzoll
- in Madeira 1 Alqueīra = 565 Pariser Kubikzoll[3]
- in Brasilien 1 Alqueīra. = 641 Pariser Kubikzoll
- Salzmaß 1 Alqueīra = 675 Pariser Kubikzoll

## Anna
Anna, Ana war ein altes Salzmaß in Bombay. 
- 1 Anna = 1/16 Räsch = 100 Parahs = 2634 l
- 1 Anna = 100 Körbe = 26,2426 Hektoliter
- 1 Rash = 16 Anna = 412,4816 Hektoliter
- 1 Anna = 2540 Kilogramm[4]

## Cariolla
Ein Salzmaß auf den Ionischen Inseln
- 1 Cariolla = 97,17 Zollpfund[5] oder 99 Pfund (Peso grosso)[6]

## Last
Salzmaß in Bremen:
- 1 Last = 4 Quart =40 Scheffel = 160 Viertel = 640 Spint
- 1 Tonne Salz = 3 ⅓ Scheffel

## Maaden
Maaden, auch Maate oder kurz Mate, ist ein niederdeutscher Begriff für Metze und der Name für ein niederländisches Volumenmaß. Das Maß war ein Salzmaß und in den Städten wie Amsterdam und Rotterdam verbreitet.
- 1 Maaden = 1 Wiener Metzen = 3096 Pariser Kubikzoll = 61 ⅓ Liter[8]
- 1 Hundert (Salz) = 404 Maaten[8]

## Mequia
Altes Getreide- und Salzmaß in Portugal und Brasilien:
- 1 Mequia[8] = 17/20 Liter = 42 9/16 Pariser Kubikzoll
- 2 Mequias = 1 Selemin
- 4 Mequias = 1 Quarto
- 8 Mequias = 1 Meyo
- 16 Mequias = 1 Alqueira
- 64 Mequias = 1 Fanega
- 960 Mequias = 1 Moyo

## Mesure
Altes französisches Salzmaß:
- 6 Mesure = 1 Boisseau
- 1 Mesure = 109 ⅓ Pariser Kubikzoll = 7/11 Preußische Metze = 2 1/6 Liter[9]

## Mine
Altes französisches Salz- und Fruchtmaß:
- 1 Mine = 2 Minots = 6 Boisseaux = 3932 ⅔ Pariser Kubikzoll = 78 Liter
- 2 Mines = 1 Setier
- 24 Mines = 1 Muid = 1 Tonneau[8]

## Modin
Altes Salzmaß auf Mallorca:
- 1 Modin = 9,3248 Hektoliter[10]
- 1 Last = 1 ½ Modines

## Mondino
Das italienische Salzmaß, dass in Genua und auf Sardinien galt:
- 1 Mondino = 8 Mine = 64 Quarti = 768 Cambette
- 1 Mondino = 47.077,2 Pariser. Kubikzoll = 17 Preußische Scheffel
- 1 Mondino = 9,3248 Hektoliter[11] (9,32477[12])
- 1 Last Salz = 1 ½ Modines (auf Mallorca)

## Moyo
Moyo, Mojo, Moio war ein Getreide- und Salzmaß in Portugal und Brasilien. Es gab im Maß kleine Unterschiede:
- Portugal 1 Moio = 40.858,2549 Pariser Kubikzoll = 810,48 Liter
- Brasilien 1 Moio = 40.860 Pariser Kubikzoll = 810,5146 Liter

Nicht zu verwechseln mit dem spanischen Weinmaß Moya: 1 Moya = 7704 Pariser Kubikzoll

## Mudde
Mudde, Mude war ein portugiesisches und niederländisches Getreide- und Salzmaß:
- 1 Mudde = 5041,25 Pariser Kubikzoll

Salzmaß in Portugal, siehe Moyo

## Punihs
Das Salzgewicht der Provinz Acheen auf der Insel Sumatra:
- 26 Punihs = 47,435 Grammes = 101 Pfund 14 ¾ preußische Lot = 84 Pfund und 21 Quent Wiener Gewicht.[13]

## Pütsche
Beispiel eines Stückmaßes ist die Pütsche, wobei gewichtsmäßig festgelegte Scheiben gezählt wurden. In Bayern wurde Salz auch als Stückgut gehandelt:
- 1 Sack Salz = 134 Pfund (bayr.)
- 1 Kufe Salz = 150 Pfund (bayr.) (brutto)
- 1 Fässchen/Fassl = 170 Pfund (bayr.) (brutto)
- 1 großes Fass Salz = 550 Pfund (bayr.) (brutto)

## Rash
In Bombay war Rash/Rasch/Räsch ein großes Salzmaß:
- 1 Rash = 16 Annas = 421,48 Hektoliter oder 40 brit. Tons.[15]

## Raza
Raza war das portugiesische Salzmaß in Porto:
- 1 Raza = 43 9/10 Liter = 2215 Pariser Kubikzoll = 2 ⅔ Alqueire

Auch in diesen Abmessungen war das Maß anzutreffen:
- 1 Raza = 2222 Pariser Kubikzoll = 44,075 Liter[16]
- 18 Razas = 1 Moyo

## Salztonne
Die Salztonne war ein Salzmaß in Hamburg:
- 1 Salztonne = 8307,65 Pariser Kubikzoll = 164,794 Liter
- 1 Salztonne = 12.100 Hamburger Kubikzoll

In Berlin
- 1 Salztonne = 4 Scheffel = 11082,968 Pariser Kubikzoll = 219,846 Liter
  - Königliche Betriebe nach Gewicht 1 Salztonne = 405 Pfund

Die Salztonne war auch in Kurland gebräuchlich und wurde mit Rigaer Salztonne bezeichnet.
Im Jahr 1760 war
- 1 Rigaer Salztonne = 106 ¾ Stoof (neu) = 8307,7 Kubikzoll (russ. und engl.) = 41,51 Garnetz = 0,64853 Tschetwert = 136,13 Liter
- 18 Rigaer Salztonne = 1 Last

Ab 3. April 1835 änderten sich die Maße auf
- 1 Rigaer Salztonne = 1061 1/16 Stoof (rigaer) = 8254 ⅓ (russ. und engl.) = 41 ¾ Garnetz = 0,64437 Tschetwert = 135,255 Liter

Die Revaler Salztonne wich ab und hatte
- 1 Revaler Salztonne = 4 Loof = 51,68 Garnez

## Schiff
Das Schiff war ein Lüneburger Salzmaß im 17. und 18. Jahrhundert:
- 1 Schiff = 6 ½ Last = 19 ½ Wispel = 78 Tonnen = 468 Scheffel
- 1 Last = 12 Tonnen = 24 Zentner

## Schilbe
Schilbe war ein Salzmaß für den Handel in Schwaben:
- 1 Schilbe = 1,5 Zentner[19]

## Schipp
Schipp war nicht nur ein Flächenmaß in Dänemark (Schleswig), sondern auch ein Salz- und Getreidemaß:

### Flächenmaß
- 1 Schipp = 24 Quadratruten

### Getreide- und Salzmaß
- 1 Schipp = 874 Pariser Kubikzoll
- 1 Tonne = 8 Schipp = 176 Pott

## Scorco
Römisches Getreidemaß und altes Salzmaß, auch in der Schreibweise Scorzo:
- 1 Scorco = 1240 ⅓ Pariser Kubikfuß = 4 Quartucci
- 6 Scorci = 1 Quarta
- 12 Scorci = 1 Rubbio

Getreidemaß
- 1 Scorco = 918 ½ Pariser Kubikfuß[21]= 18 1/5 Liter = 4 4/11 Decines[8]
- 1 Quartarello = 1 5/6 Scorci
- 1 2/9 Scorci = 1 Staro

Im Haferhandel war das Maß
- 1 Scorco = 846 1/5 Pariser Kubikzoll = 16 7/9 Liter

## Skjäppe
Skjäppe war ein dänisches und norwegisches Getreide- und Salzmaß:

### In Dänemark
- 1 Skjäppe = ⅛ Korntönde = 4 Fjerdingkar = 18 Potter = 17,39 Liter

### In Norwegen
- 1 Skjeppe = 17,375 Liter.

## Trustee
Trustee, auch Trustée oder Truster war ein altes französisches Volumenmaß für Salz. Es war in der Bretagne besonders in der Region um Nantes verbreitet.
- 1 Trustee = 1/24 Muid = 8 Boisseaux = 104 Liter[23]
- 100 Trustee = 25 Muid (vereinfachte Anwendung)[24]

## Vaxel
Vaxel, auch Vatel, war ein französisches Salzmaß und galt in Lothringen:
- 1 Vaxel = 34–35 Pfund[26]
- 16 Vaxel = 1 Muid[27]
- 1 Vaxel = 16.317 Gramm = 34 ¾ Preußische Pfund[28]

## Zug
Ehemaliges Salzmaß in Regensburg:
- 1 Zug = Schiffsladung Salz = 11.000 Scheiben = 16.500 Zentner